# 合作学习
合作学习是一种通过学生之间相互依赖、相互沟通，共同促进学生的主体性发展及社会化发展的过程，它强调学生之间合作性的人际互动，强调学生在教学过程中通过相互之间的合作来达到学习目标，完成学习任务。
合作学习于20世纪70年代在美国兴起，已经成为全世界范围内被广泛采用的课堂教学组织形式和教学策略。应该说，合作学习是一种社会交往，它是通过学生之间的相互依赖、相互沟通，共同促进学生的主体性发展及社会化发展的过程，它强调学生之间合作性的人际互动，强调学生在教学过程中通过相互之间的合作来达到学习目标，完成学习任务。在合作学习中，学生通过相互之间的配合、协作来实现共同的目标，因而，合作学习又是一种责任明确、协调一致、相互配合的学习。
合作学习以学习小组为基本教学组织形式，系统地利用教学中的各个动态因素，包括教师与教师，学生与学生，教师与学生以及学校与家长、学校与社会等，这些因素互相协调、促进学习小组成员的全面发展，以期达到预先设置的共同性的教学目标。合作学习是以学习小组总体成绩为评价标准的一种教学策略，其中，异质分组、积极互赖、面对面的促进性互动、个人责任、社交技能以及小组自评是合作学习的六大要素。

## 外部連結
- 解读合作学习
- 合作學習之概念探討